# József Beck

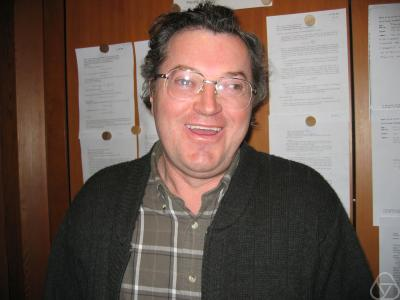
József Beck (2004)

József Beck (* 14. Februar 1952 in Budapest) ist ein ungarisch-US-amerikanischer Mathematiker, der sich insbesondere mit Kombinatorik und Analysis beschäftigt.
Beck studierte in Budapest und war ab 1990 Professor an der Rutgers University. Er ist dort Harold H. Martin Professor für Mathematik. 1984/1985 war er am Imperial College.
Beck bewies eine Vermutung von Paul Erdős in der kombinatorischen Geometrie: Falls von n Punkten in der Ebene nicht mehr als n - k (für ein k mit 0 < k < n - 2) auf einer Gerade liegen, legen diese eine Anzahl von Geraden größer als {\displaystyle c\cdot n\cdot k} fest für eine Konstante c. Außerdem erzielte er darin ein Teilresultat zu einer Vermutung von Gabriel Dirac und Theodore Motzkin: Unter n nicht-kollinearen Punkten in der Ebene gibt es einen Punkt, durch den (über die Verbindungsgerade zu den anderen Punkten) mehr als {\displaystyle g\cdot n} Geraden festgelegt sind (für eine Konstante g).
Er beschäftigt sich weiterhin mit Irregularitäten von Punktverteilungen, Zahlentheorie und kombinatorischer Spieltheorie (zum Beispiel Tic-Tac-Toe).
1985 erhielt er den Fulkerson-Preis für die Arbeit Roth's estimate of the discrepancy of integer sequences is nearly sharp, in der er Diskrepanzen von Hypergraphen einführte.
Beck war Invited Speaker auf dem Internationalen Mathematikerkongress (ICM) 1986 in Berkeley (Uniformity and Irregularity). Er ist auswärtiges Mitglied der Ungarischen Akademie der Wissenschaften.

## Schriften
- mit William Chen: Irregularities of Distributions. Cambridge University Press 1987.
- Combinatorial Games: Tic Tac Toe Theory. Cambridge University Press 2008.
- Inevitable randomness in discrete mathematics. American Mathematical Society 2009, Review, Rojas, Bulletin AMS, 2013.
- Games, Randomness and Algorithms. In: Ronald Graham, Jaroslav Nesetril (Herausgeber): The Mathematics of Paul Erdős. Bd. 1, Springer 1997, S. 280–311.